# اسکرین‌کست
اسکرین‌کست یک ضبط دیجیتالی از خروجی صفحه نمایش رایانه است که به‌عنوان ضبط ویدیویی یا ضبط صفحه نمایش نیز شناخته می‌شود که اغلب حاوی روایت صوتی است. عبارت screencast با عبارت مربوط به صفحه نمایش مقایسه می شود. در حالی که اسکرین شات یک تصویر منفرد از یک صفحه کامپیوتر تولید می‌کند، یک اسکرین‌کست اساساً فیلمی از تغییرات در طول زمان است که کاربر روی صفحه کامپیوتر می‌بیند، که می‌تواند با روایت صوتی و شرح‌ها بهبود یابد.

## نام
در سال 2004، مقاله نویس Jon Udell از خوانندگان وبلاگ خود دعوت کرد تا نام هایی را برای این ژانر در حال ظهور پیشنهاد دهند.  اودل اصطلاح «اسکرین‌کست» را انتخاب کرد که هم توسط جوزف مک‌دونالد و هم دیجی کولی پیشنهاد شده بود. 
عبارات «اسکرین‌کست» و « اسکرین‌کم » اغلب به جای یکدیگر استفاده می‌شوند،   به دلیل تأثیر بازار ScreenCam به‌عنوان یک محصول نمایش‌دهی در اوایل دهه ۱۹۹۰.  با این حال، ScreenCam یک علامت تجاری فدرال در ایالات متحده است، در حالی که Screencast علامت تجاری ندارد و در نشریات به عنوان بخشی از اینترنت و زبان بومی محاسباتی استفاده شده است.  

## استفاده می کند
Screencastها می توانند به نشان دادن و آموزش استفاده از ویژگی های نرم افزار کمک کنند. ایجاد یک صفحه نمایش به توسعه دهندگان نرم افزار کمک می کند تا کار خود را نشان دهند. مربیان همچنین ممکن است از نمایشگرها به عنوان ابزار دیگری برای ادغام فناوری در برنامه درسی استفاده کنند.  دانش‌آموزان می‌توانند ویدئو و صدا را ضبط کنند، زیرا روش مناسب برای حل یک مشکل را در یک تخته سفید تعاملی نشان می‌دهند.
Screencastها ابزارهای مفیدی برای کاربران نرم‌افزار معمولی نیز هستند: آنها به ثبت گزارش اشکالات کمک می‌کنند که در آن، Screencasts جای توضیحات نوشته شده بالقوه نامشخص را می‌گیرند. آنها به دیگران نشان می دهند که چگونه یک کار معین در یک محیط نرم افزاری خاص انجام می شود.
برگزارکنندگان سمینارها ممکن است انتخاب کنند که سمینارهای کامل را به طور معمول ضبط کنند و آنها را برای مراجعات بعدی در دسترس همه شرکت کنندگان قرار دهند و/یا این موارد ضبط شده را به افرادی بفروشند که توانایی پرداخت هزینه سمینار زنده را ندارند یا زمان حضور در آن را ندارند. این یک جریان درآمد اضافی برای سازمان‌دهندگان ایجاد می‌کند و دانش را در دسترس مخاطبان وسیع‌تری قرار می‌دهد.
این استراتژی ضبط سمینارها در حال حاضر به طور گسترده در زمینه هایی استفاده می شود که استفاده از یک دوربین فیلمبرداری ساده یا ضبط کننده صدا برای ضبط مفید یک سمینار کافی نیست. سمینارهای مرتبط با رایانه نیاز به ضبط با کیفیت بالا و به راحتی قابل خواندن از محتویات صفحه دارند که معمولاً توسط دوربین فیلمبرداری که روی دسکتاپ ضبط می کند به دست نمی آید.
در کلاس‌های درس، معلمان و دانش‌آموزان می‌توانند از این ابزار برای ایجاد ویدیو برای توضیح محتوا، واژگان و غیره استفاده کنند. ویدیوها می توانند زمان کلاس را برای معلمان و دانش آموزان مفیدتر کنند. نمایش‌های نمایشی ممکن است تعامل و موفقیت دانش‌آموز را افزایش دهد و همچنین زمان بیشتری را برای دانش‌آموزان فراهم کند که در آن دانش‌آموزان بتوانند به صورت گروهی کار کنند، بنابراین نمایش‌ها به آنها کمک می‌کند تا از طریق یادگیری مشارکتی فکر کنند.
علاوه بر این، اسکرین‌کست‌ها به دانش‌آموزان اجازه می‌دهند تا با سرعت خودشان حرکت کنند، زیرا می‌توانند محتوا را در هر زمان و هر مکان متوقف یا مرور کنند. اسکرین‌کست‌ها برای آن دسته از زبان‌آموزانی که فقط به توضیح شفاهی و تصویری محتوای ارائه‌شده نیاز دارند، عالی هستند.

## نرم افزار
از جمله محبوب‌ترین نرم افزارهای تهیه اسکرین کست می‌توان به CamStudio و Screencast-O-Matic و Camtasia و Snagit اشاره کرد.
VideoSolo Screen Recorder  ساده ترین راه برای ثبت تمام لحظات مهم روی صفحه نمایش رایانه شما.
Xbox (برنامه) مایکروسافت موجود در ویندوز 10 دارای یک ضبط کننده صفحه است.
نسخه‌های آزمایشی برنامه‌های پخش صفحه اغلب از یک واترمارک استفاده می‌کنند که کاربران را تشویق می‌کند تا نسخه کامل را خریداری کنند تا آن را حذف کنند. 
ابزارهای منبع باز مانند Open Broadcaster Software و ShareX برای پخش صفحه نمایش و پخش زنده ویدیوی ضبط شده وجود دارد. این ابزار به طور خاص به دلیل توانایی آن در مدیریت منابع اضافی مانند دوربین ها و میکروفون ها به طور گسترده برای پخش زنده بازی های ویدیویی استفاده می شود. 
برنامه های نرم افزار اختصاصی مورد توجه شامل Screencast-O-Matic ، CloudApp و Camtasia هستند.

## سخت افزار
یک راه حل جایگزین برای گرفتن یک صفحه نمایش، استفاده از کارت سخت افزاری RGB یا DVI فریم گیر است. این رویکرد بار فرآیند ضبط و فشرده سازی را بر روی ماشینی جدا از دستگاهی که ماده بصری ضبط شده را تولید می کند، قرار می دهد. 

## در فرهنگ عامه
فیلم‌های Unfriended ، Unfriended: Dark Web و Searching حاوی فیلم‌هایی هستند که برای اهداف فیلم شبیه‌سازی شده‌اند.

## همچنین ببینید
- مقایسه نرم افزارهای نمایشگر
- سخنرانی آنلاین
- پخش اسلاید
- اسکرین شات
- نرم افزار ویژن میکسر
- پخش زنده
- فیلمبرداری

## بیشتر خواندن
1. Udell, Jon (16 November 2005). "What Is Screencasting". O'Reilly Digital Media. O'Reilly. Archived from the original on 2007-03-03. Retrieved 7 December 2010.
2. Christian (24 September 2010). "Guide: Recording your Linux desktop with ffmpeg". www.technotes.se — Technical guides and discussions. Archived from the original on 18 April 2013. Retrieved 7 December 2010.